# Ланна, Марко
Марко Ланна (итал. Marco Lanna; род. 13 июля 1968, Генуя) — итальянский футболист, защитник. Выступал за сборную Италии.

## Биография

### Клубная карьера
На профессиональном уровне дебютировал в составе клуба «Сампдория» 15 мая 1988 года, отыграв весь матч против «Наполи». Ланна застал золотой период в истории «Сампдории». Вместе с командой он становился обладателем национального кубка и чемпионом Италии, доходил до финала Кубка обладателей кубков в сезоне 1988/89 и выиграл турнир в сезоне 1989/90. Также был финалистом Кубка европейских чемпионов, где в финальном матче итальянский клуб уступил «Барселоне» со счётом 0:1. Летом 1993 года, после шести сезонов в «Сампдории», подписал контракт с «Ромой», где провёл четыре сезона и сыграл 113 матчей в Серии A. Также выступал в Испании за клубы Ла лиги «Саламанка» и «Реал Сарагоса». Зимой 2002 года вернулся в «Сампдорию», выступавшую на тот момент в Серии B, за которую провёл 9 матчей и завершил игровую карьеру по окончании сезона.

### Карьера в сборной
В составе сборной Италии провёл 2 матча, оба в рамках отборочного турнира чемпионата мира 1994. Дебютировал за сборную 14 октября 1992 года, отыграв весь матч против сборной Швейцарии (2:2). Второй и последний матч сыграл 13 октября следующего года, появившись на замену в игре с Шотландией (3:1).

## Достижения
«Сампдория»
- Чемпион Италии: 1990/91
- Обладатель Кубка Италии: 1988/89
- Обладатель Суперкубка Италии: 1991
- Финалист Кубка европейских чемпионов: 1991/92
- Обладатель Кубка обладателей кубков: 1989/90
- Финалист Кубка обладателей кубков: 1988/89

«Реал Сарагоса»
- Обладатель Кубка Испании: 2000/01